# Fetlar (Gemeinde)

Lage von Fetlar auf den Shetlands

Fetlar ist eine Gemeinde (Community Council Area), die im Nordosten der Region Shetlands in Schottland liegt.

## Geographie
Das Gebiet der Gemeinde umfasst die Insel Fetlar sowie einige kleinere, unbewohnte Inseln. 
Der zentrale Ort ist Houbie, weitere zugehörige Ortschaften sind Aith und Tresta.

## Historisches
Im Rahmen der historischen Gliederung Schottlands in Civil Parishes hatte Fetlar eine gleichnamige Einheit gebildet. Ende des 20. Jahrhunderts ging aus dieser die Community Council Area hervor.